# Cambridge Z88

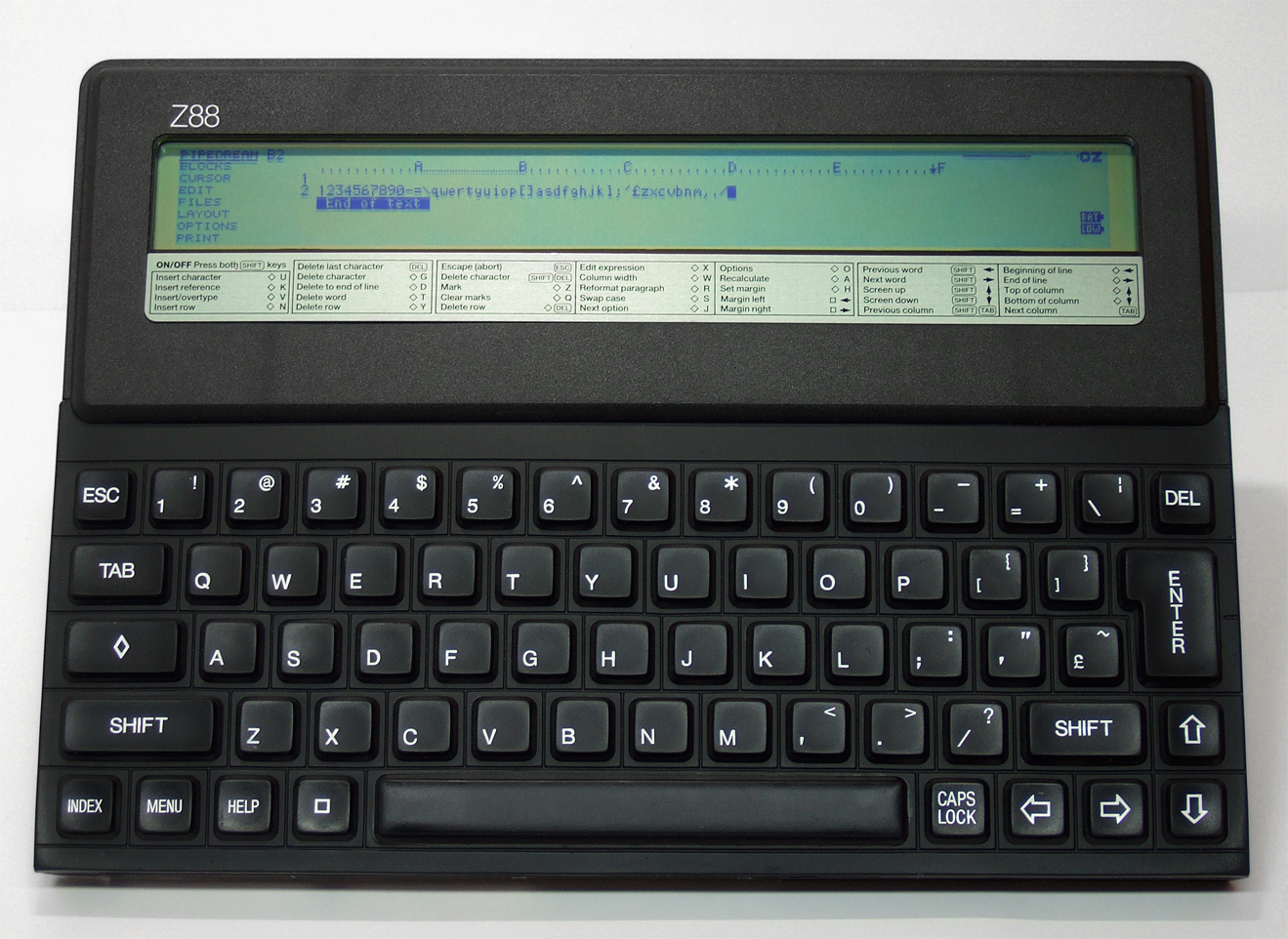
Cambridge Z88

Cambridge Z88 byl počítač uvedený na trh v roce 1988 firmou Cambridge Research, kterou založil Clive Sinclair poté, co musel prodat svoji Sinclair Research Ltd.
Počítač kromě klávesnice obsahoval i displej. V největší střední části displeje byla zobrazována vkládaná data, postranní části displeje sloužily jako pomocné. Počítač byl navržený tak, aby ho nebylo nutné vypínat, takže veškerá periferní zařízení se k němu připojovala za chodu.
Rob Curry z Curry Computer se po jeho testování o počítači vyjádřil, že vestavěné programové vybavení je dobré a displej je ostrý a čitelný. Jeho nevýhody byly nedostupnost jiného  datového úložiště než paměťových kártridží, volba BBC BASICu jako vestavěného programovacího jazyka a absence vestavěného modemu.

## Hardware
- Procesor: Z80
- RAM: 32 KiB
- ROM: 128 KiB